# Ferns
Ferns (Iers: Fearna) is een klein Iers historisch stadje in het noorden van het graafschap Wexford met ong. 900 inwoners. Ferns zou gesticht zijn in de 6de eeuw met de oprichting van een klooster in 598 opgedragen aan de H. Maedoc, die een gemijterde bisschop was van het klooster dat later uit zou groeien tot het Bisdom Ferns. Na een grote brand  die het grootste deel van de stadje in de as legde, was de bloeiperiode voorbij. 
De stad werd de hoofdplaats van het koninkrijk Leinster. De meest bekende onder hen was Dermot MacMurrough die herinnerd wordt als de vorst die de Anglo-Normandiërs in 1169 naar Ierland vroeg.